# Mistrzostwa Europy w Lekkoatletyce 1969 – bieg na 200 m kobiet

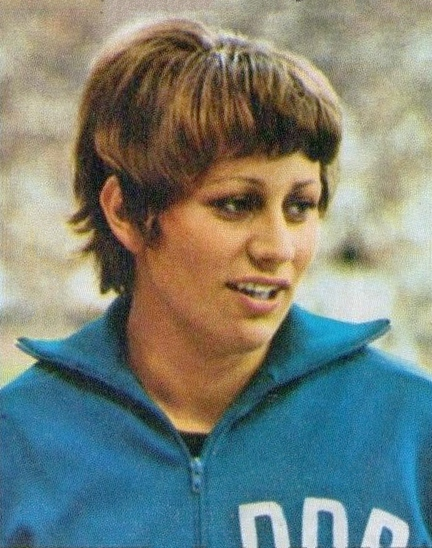
Renate Meißner

Bieg na dystansie 200 metrów kobiet był jedną z konkurencji rozgrywanych podczas IX Mistrzostw Europy w Atenach. Biegi eliminacyjne i półfinałowe zostały rozegrane 18 września, a bieg finałowy 19 września 1969 roku. Zwyciężczynią tej konkurencji została reprezentantka Niemieckiej Republiki Demokratycznej Petra Vogt, która na tych mistrzostwach zdobyła złote medale także w biegu na 100 metrów i sztafecie 4 × 100 metrów. W rywalizacji wzięło udział dwadzieścia zawodniczek z szesnastu reprezentacji.

## Rekordy
| Rekord świata     | Irena Szewińska (POL)    | 22,5 | Meksyk, Meksyk   | 18.10.1968 |
| Rekord Europy     | Irena Szewińska (POL)    | 22,5 | Meksyk, Meksyk   | 18.10.1968 |
| Rekord mistrzostw | Irena Kirszenstein (POL) | 23,1 | Budapeszt, Węgry | 02.09.1966 |

## Wyniki

### Eliminacje
Bieg 1
| Miejsce | Zawodniczka    | Czas | Uwagi |
| ------- | -------------- | ---- | ----- |
| 1       | Renate Meißner | 23,3 | Q     |
| 2       | Else Hadrup    | 24,2 | Q     |
| 3       | Mariana Goth   | 24,4 | Q     |
| 4       | Annette Berger | 26,3 | Q     |

Bieg 2
| Miejsce | Zawodniczka         | Czas | Uwagi |
| ------- | ------------------- | ---- | ----- |
| 1       | Wilma van den Berg  | 23,7 | Q     |
| 2       | Ludmiła Samotiosowa | 24,2 | Q     |
| 3       | Madeleine Cobb      | 24,5 | Q     |
| 4       | Helga Kapfer        | 24,5 | Q     |
| 5       | Iwanka Wenkowa      | 25,1 |       |
| 6       | Kristín Jónsdóttir  | 99,9 |       |

Bieg 3
| Miejsce | Zawodniczka          | Czas | Uwagi |
| ------- | -------------------- | ---- | ----- |
| 1       | Nadieżda Biesfamilna | 24,2 | Q     |
| 2       | Uschi Meyer          | 24,3 | Q     |
| 3       | Györgyi Balogh       | 24,4 | Q     |
| 4       | Val Peat             | 24,9 | Q     |

Bieg 4
| Miejsce | Zawodniczka        | Czas | Uwagi |
| ------- | ------------------ | ---- | ----- |
| 1       | Petra Vogt         | 23,6 | Q     |
| 2       | Gabrielle Meyer    | 23,9 | Q     |
| 3       | Helen Golden       | 24,2 | Q     |
| 4       | Lieve Ducatteuw    | 25,0 | Q     |
| 5       | Ludmiła Gołomazowa | 25,1 |       |
| 6       | Suude Koçgil       | 26,8 |       |

### Półfinały
Półfinał 1
| Miejsce | Zawodniczka         | Czas | Uwagi |
| ------- | ------------------- | ---- | ----- |
| 1       | Renate Meißner      | 23,6 | Q     |
| 2       | Val Peat            | 23,8 | Q     |
| 3       | Gabrielle Meyer     | 23,8 | Q     |
| 4       | Mariana Goth        | 24,1 | Q     |
| 5       | Helen Golden        | 24,3 |       |
| 6       | Uschi Meyer         | 24,4 |       |
| 7       | Ludmiła Samotiosowa | 24,5 |       |
| –       | Annette Berger      | DNF  |       |

Półfinał 2
| Miejsce | Zawodniczka          | Czas | Uwagi |
| ------- | -------------------- | ---- | ----- |
| 1       | Petra Vogt           | 23,5 | Q     |
| 2       | Wilma van den Berg   | 23,7 | Q     |
| 3       | Else Hadrup          | 24,2 | Q     |
| 4       | Madeleine Cobb       | 24,4 | Q     |
| 5       | Helga Kapfer         | 24,5 |       |
| 6       | Györgyi Balogh       | 24,6 |       |
| –       | Lieve Ducatteuw      | DNF  |       |
| –       | Nadieżda Biesfamilna | DNS  |       |

### Finał
| Miejsce | Zawodniczka        | Czas  |
| ------- | ------------------ | ----- |
| 1       | Petra Vogt         | 23,30 |
| 2       | Renate Meißner     | 23,33 |
| 3       | Val Peat           | 23,34 |
| 4       | Wilma van den Berg | 23,59 |
| 5       | Gabrielle Meyer    | 23,80 |
| 6       | Mariana Goth       | 23,98 |
| 7       | Else Hadrup        | 24,01 |
| 8       | Madeleine Cobb     | 24,16 |